# Les Nations
Les Nations est l'un des quatre arrondissements de la ville de Sherbrooke, dans la région administrative de l'Estrie, au Québec, au Canada. Son territoire est issu de la fusion en 2017 des arrondissements de Jacques-Cartier et du Mont-Bellevue. Les Nations comprend le centre-ville de Sherbrooke, soit le cœur commercial, institutionnel et culturel de la ville. 
La population de l'arrondissement est de 68 111 habitants en 2019, ce qui représente 41 % de la population totale de la ville, et ce, malgré une superficie qui ne représente que 16 % du territoire sherbrookois. 

## Géographie
L'arrondissement est limité à l'est par la rivière Saint-François et est traversée en son centre par la rivière Magog. Le lac des Nations est également situé entre les parties nord et sud de l'arrondissement.

## Politique et administration
L'arrondissement est divisé en cinq districts représentés par un conseiller municipal qui siège à la fois au conseil d'arrondissement et au conseil municipal. Les cinq conseillers élisent entre eux celui qui sera président de l'arrondissement.

### Président(e) d'arrondissement
- Chantal L'Espérance (2017-2021)
- Fernanda Luz (2021 à aujourd'hui)

### District de l'Université (4.1)
- Paul Gingues (2017 à aujourd'hui)

### District d'Ascot (4.2)
- Karine Godbout (2017-2021)
- Geneviève La Roche (2021 à aujourd'hui)

### District du Lac-des-Nations (4.3)
- Chantal L'Espérance (2017-2021)
- Raïs Kibonge (2021 à aujourd'hui)

### District du Golf (4.4)
- Marc Denault (depuis 2017)

### District du Carrefour (4.5)
- Évelyne Beaudin (2017-2021)
- Fernanda Luz (2021 à aujourd'hui)